# مجذوب التبريزي
مجذوب التبريزي (بالفارسية: مجذوب تبریزی) هو متصوف و من شعراء إيران في القرن الحادي عشر الهجري.
هو شرف الدين محمد بن محمد رضا التبريزي، المشتهر بمجذوب. تصدر لتدريس الطلاب في تبريز. كان حياً سنة 1088 هـ، وقيل سنة 1093 هـ.

## آثاره
له: منظومة «خزاين الفوائد» ، ومنظومة «منهاج الحقايق» و «تأييدات» و «ساقى نامه» و «اتمام الحجة» ، وله من المثنويات «مسلك النجات» و «شاهراه نجات» وله ديوان شعر.